# 池上学院高等学校
池上学院高等学校（いけがみがくいんこうとうがっこう、Ikegami Gakuin High School）は、北海道札幌市豊平区にある学校法人池上学園が運営する単位制・通信制高等学校である。
教育課程には、週5日間通学する総合コースと、自宅学習中心の一般コースが設けられている。新入学はもとより、転入学や編入学の受付を随時行っており、高等学校を中退した者や、不登校・学力不振などの生徒も積極的に受け入れている点が特徴である。
総合コースは本校舎を使用するが、一般コースの平日の授業は学園前キャンパスを使用する。

## 沿革
- 1969年 - 池上イングリッシュクラブ開校。
- 1985年 - 中学浪人生のための予備校池上学院開校。
- 1998年 - 池上学院高等学校の前身にあたる全日制通信制高校のサポート校である札幌高等学院を開設。
- 1999年 - 不登校生のための「池上オープンスクール」を開設。
- 2004年 - 学校法人池上学園 池上学院高等学校開校。
- 2005年 - 池上学院高等学校 学園前キャンパスを開設。
- 2006年 - 専攻科 介護福祉コース 設置。
- 2008年 - 道内主要都市に通信制のキャンパスを作る「北斗七星プラン」を立ち上げる。
- 2009年 - 池上学院高等学校 函館キャンパスを開設。7月1日より本格的に使用を開始。同じく帯広キャンパス開設。10月1日より本格的に使用を開始。
- 2010年 - 池上学院高等学校北見キャンパス・室蘭キャンパス・釧路キャンパスを開設。
- 2013年 - 池上学院高等学校 苫小牧キャンパスを開設。7月1日より本格的に使用を開始。「北斗七星プラン」の達成。
- 2016年 - 特別進学・進路実現・集中スクーリング・ステップアップの4コースを新設する。

## 教育方針
- 個性を尊重し、個の能力に適した教育活動の推進。
- 基礎・基本を重視し、わかりやすい授業の展開。
- 社会に貢献できる人間の育成。

## 学生生活
- 学生寮として、本校の近くに池上学生会館がある。完全個室のワンルームタイプで、部屋にはバス・トイレ・キッチン・ベッド・勉強机などがある。食事は朝夕2食付。
- 修学旅行は、沖縄県など西日本が中心。レアなケースだが、2泊3日で道東やら道南に行かされることもある。
- 校舎は全国でもめずらしい全階バリアフリーであり、多機能トイレ、エレベーターもある。
- 塾・予備校の池上学院には、池上学院高等学校に通いながら、大学進学や授業の補完目的で参加している高校生も、2018年の池上学院廃止までいた。

## 歴代理事長・校長
- 池上公介 - 学校法人池上学園初代理事長、池上学院高等学校創立者
- 池上喜重子 - 学校法人池上学園2代理事長、池上学院高等学校初代校長
- 池上泰代 - 学校法人池上学園3代理事長、池上学院高等学校2代校長

## キャンパス
- 本校（札幌市豊平区豊平3条5丁目）

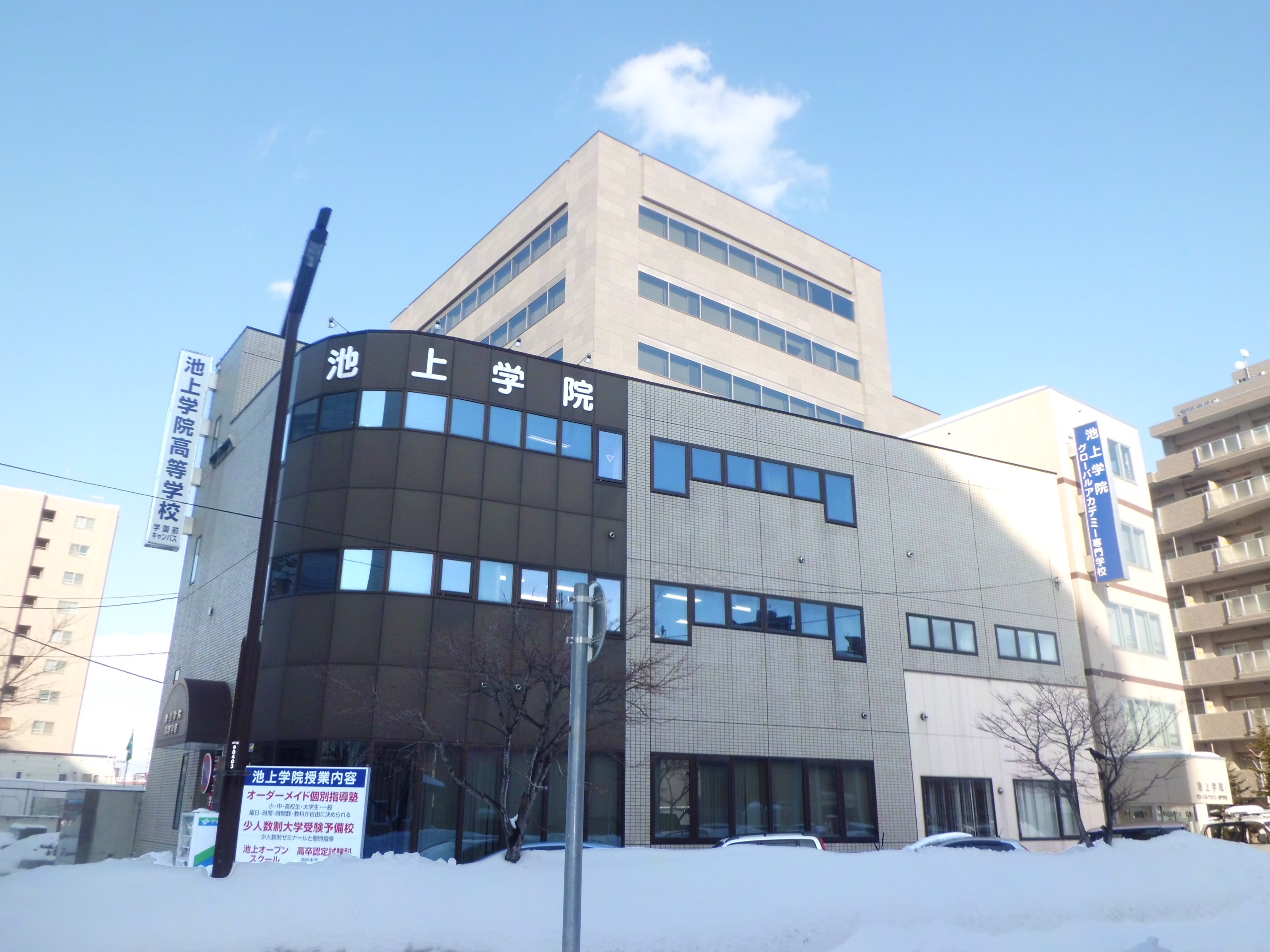
学園前キャンパス（札幌市豊平区豊平6条6丁目）
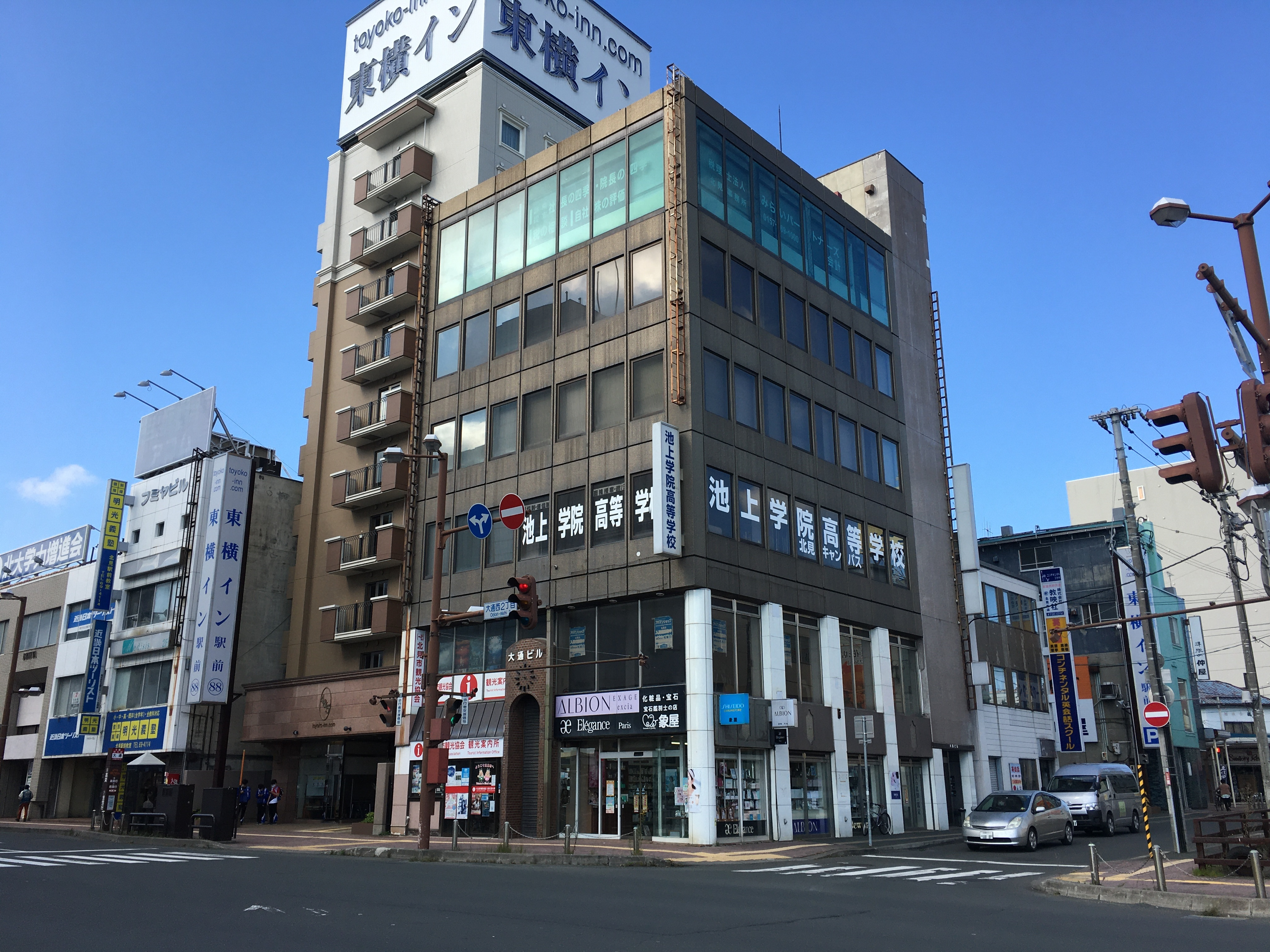
函館キャンパス（函館市東雲町17丁目）
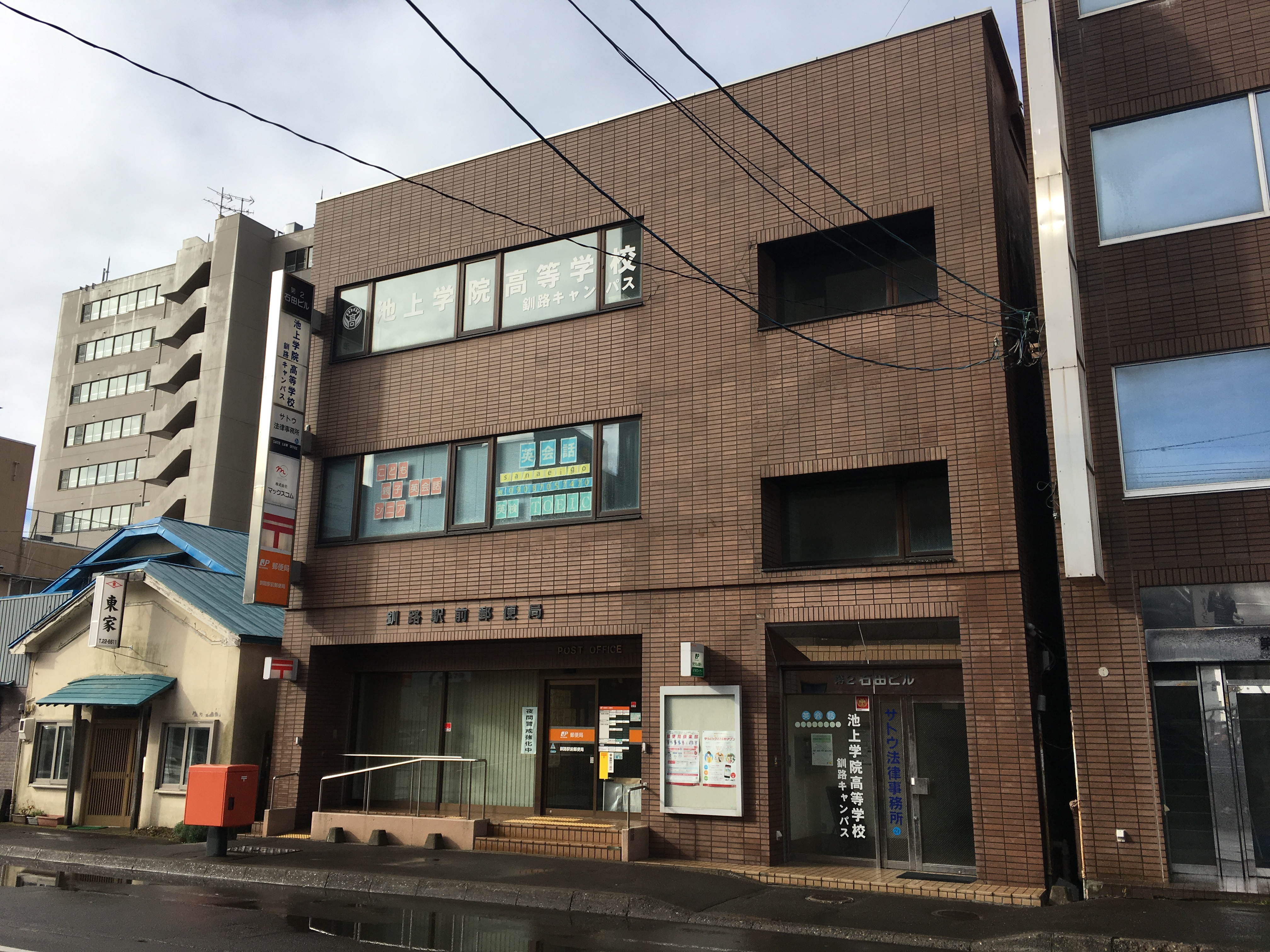
帯広キャンパス（帯広市大通南12丁目）
- 北見キャンパス（北見市大通西2丁目）
- 釧路キャンパス（釧路市黒金町13丁目）
- 室蘭キャンパス（室蘭市東町2丁目）
- 旭川キャンパス（旭川市4条通7丁目）
- 苫小牧キャンパス（苫小牧市表町5丁目）

- 学園前キャンパス
- 北見キャンパス
- 釧路キャンパス

## 系列校
- 池上学院グローバルアカデミー専門学校